# Sopatros d'Apamée
Pour les articles homonymes, voir Sopatros.
Sopatros (en grec ancien Σώπατρος), né vers 242 à Apamée, est un philosophe néoplatonicien, considéré comme sophiste et païen, disciple et gendre de Jamblique. Il fut exécuté sur ordre de l’empereur romain Constantin en 331.

## Biographie
Familier de la cour de Licinius, il se rendit à la cour de Constantin en 324, dont il s'attira la sympathie. D'après Eunape, un jour que des vents contraires retenaient des bateaux de transport de blé, Sopatros fut accusé de magie par les chrétiens. L’empereur, pour éviter un soulèvement, fit décapiter Sopatros.

## Ouvrages
- Diairesis zêtêmatôn, étude de sujets de déclamations (Diérèse)
- Le Miroir des Princes, contre le christianisme

Certaines parties de l’Histoire de la musique en 56 livres de l’écrivain Denys d'Halicarnasse II passèrent au IVe siècle dans la chrestomathie de Sopatros, sujet du codex 161 de la Bibliothèque de Photios. On en retrouve aussi des éléments chez Hésychios de Milet.

## Sources
- Eunape, Chronique
- Zosime, Histoire nouvelle
- Dialogues d'histoire Ancienne (1974) Vol. 10 (par Marcel Morabito et Jacques Annequin)
- Souda.